# Norsk institutt for luftforskning

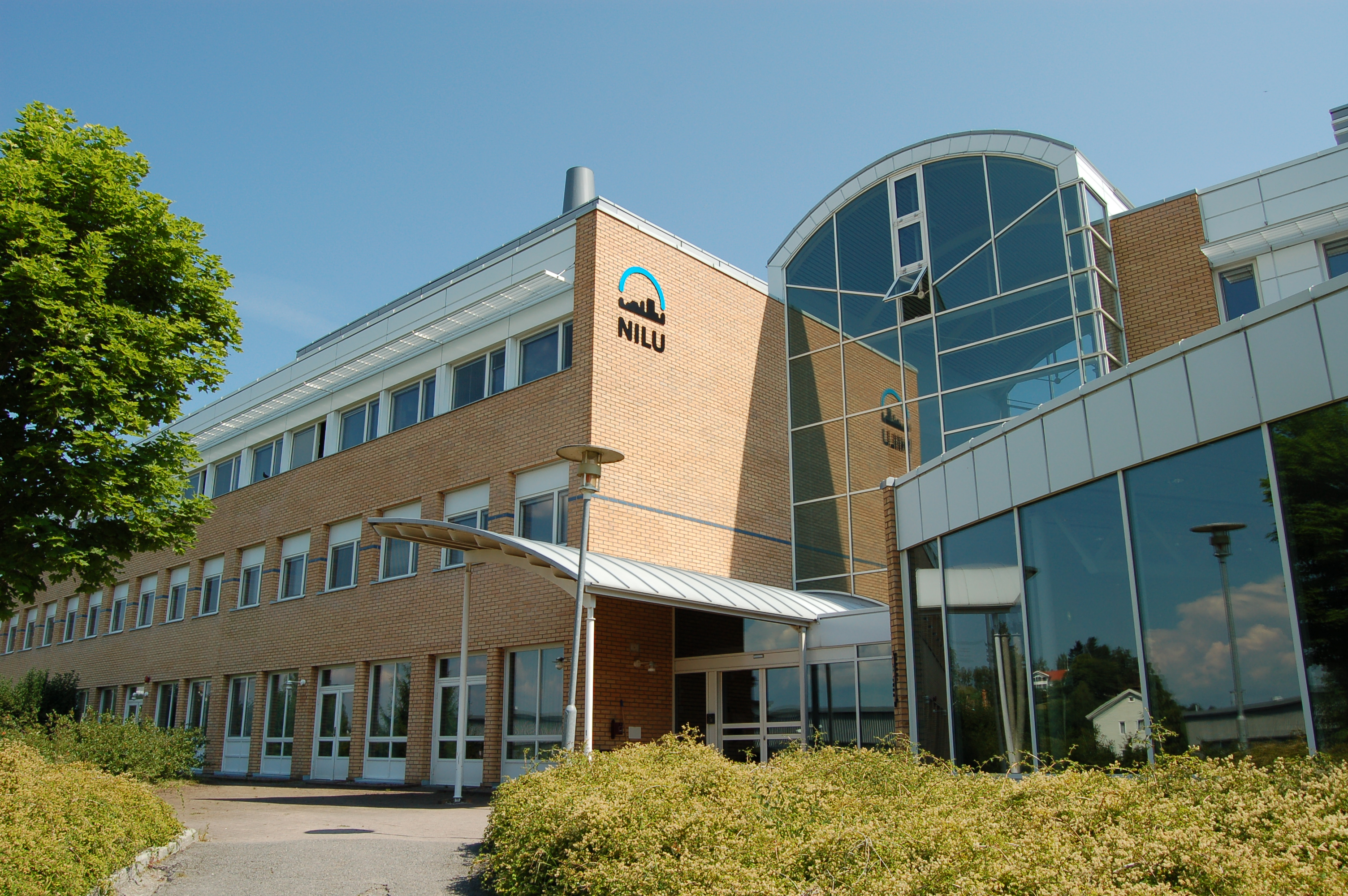
Hauptsitz in Kjeller

Das Norsk institutt for luftforskning (NILU) ist ein spezialisiertes wissenschaftliches Labor in Europa, das Fragen der Luftverschmutzung, des Klimawandels und der Gesundheit erforscht. Es ist eine unabhängige, gemeinnützige Einrichtung, die mit Wissenschaftlern, Ingenieuren und Technikern besetzt ist, die über spezielles Fachwissen für die Arbeit an Problemen der Luftverschmutzung verfügen.
Das NILU wurde 1969 gegründet und betreibt Umweltforschung mit Schwerpunkt auf den Quellen der Luftverschmutzung sowie auf der Ausbreitung, dem Transport, der Umwandlung und der Ablagerung von Luftverschmutzung.
Der Hauptsitz des NILU befindet sich in Kjeller am Rande von Oslo. Ein spezialisierter Ableger für arktische Angelegenheiten befindet sich in Tromsø.